# Invasion israélienne du Liban en 2024
- Israël
- Présence attestée du Hezbollah au Liban
- Territoire libanais sous occupation israélienne
- Plateau du Golan et Ghajar occupés par Israël
- Syrie
- Zones ordonnées évacuées par Israël

Notes
Conflit entre Israël et le Hezbollah
L'invasion israélienne du Liban de 2024, ou offensive terrestre israélienne au Liban de 2024, est une opération militaire menée dans le sud du Liban du 30 septembre 2024 au 27 novembre 2024 dans le cadre de la guerre qui s'est déroulée entre Israël et le Hezbollah. Cette action s'inscrit également dans le contexte plus large de la guerre de Gaza.
Les opérations terrestres au Liban débutent le 30 septembre 2024,, lorsque des troupes israéliennes traversent la frontière, après presque une année d'affrontements frontaliers limités avec le Hezbollah et une semaine de bombardements israéliens massifs, touchant plusieurs régions du Liban. Ces frappes aériennes, présentées par des experts comme parmi les plus violentes dans l'histoire de l'armée israélienne, se poursuivent en parallèle de l'offensive terrestre. Les Casques bleus de la FINUL, présents dans le sud du Liban depuis 1978, avec un rôle renforcé depuis 2006 après le conflit israélo-libanais de 2006, ne quittent pas leurs positions, mais sont incapables de mener à bien leur mission face à l'intensité des bombardements israéliens et des combats entre l'armée israélienne et la milice chiite libanaise.
Ces opérations de 2024 se produisent 18 ans après le conflit israélo-libanais de 2006 ; lors de cette précédente guerre, Israël avait bombardé puis envahi une partie du pays, avant de se retirer au bout de 33 jours.
Israël affirme que ces opérations visent à protéger les civils du nord d'Israël en éradiquant les forces et les infrastructures du Hezbollah. Pour sa part, le Hezbollah affirme continuer à viser le nord d'Israël par solidarité avec le Hamas et dans le but de contraindre Israël à conclure un cessez-le feu à Gaza.
Cette offensive terrestre fait partie de ce que Tsahal désigne du nom de code « opération Flèches du Nord ».
Un accord pour un cessez-le-feu est trouvé le 26 novembre 2024.

## Contexte
Cette invasion israélienne est la quatrième au Liban. La première a lieu en 1978 ; elle fait l'objet d'une condamnation de l'ONU ; la résolution 425 du Conseil de sécurité des Nations unies exige le retrait de Tsahal, qui n'a lieu, cependant, qu'en 2000. Pendant 22 ans, Israël occupe, au moyen d'une armée de supplétifs (l'Armée du Liban sud (ALS)), 700 km2 dans le sud du Liban. Les troupes de la FINUL sont déployées dans le sud du Liban depuis l'intervention militaire israélienne de 1978. À la suite de cette guerre, l'Organisation de libération de la Palestine (OLP) est refoulée par l'armée israélienne à une distance de 30 km de la frontière entre le Liban et Israël.
La deuxième invasion a lieu en 1982,. Près de 20 000 personnes sont tuées au Liban, selon un bilan officiel libanais, qui inclut les Palestiniens victimes du massacre de Sabra et Chatila commis par les milices phalangistes libanaises avec le soutien actif de l'armée israélienne,. À la suite de cette invasion, 11 000 combattants de l'OLP doivent quitter définitivement le Liban,. Le Hezbollah est créé en 1982, pendant l'invasion, avec l'aide de l'Iran. Il mène une guérilla pendant 22 ans contre l'armée d'occupation ; Tsahal finit par se retirer sans conditions du Sud-Liban que les Israéliens ont fini par considérer comme un « bourbier ».
La troisième invasion ou offensive israélienne au Liban a lieu en 2006,. Le Hezbollah, alléguant le fait que le sort des fermes de Chebaa, territoire disputé dans le sud du Liban, n'est toujours pas réglé, et que le Golan syrien — occupé par Israël depuis 1967 — n'est pas libéré, poursuit sa guérilla. Tsahal envahit le Liban en juillet 2006 à la suite de l'enlèvement et du meurtre de plusieurs soldats israéliens. Pendant cette guerre qui dure 33 jours, 1 200 Libanais sont tués — surtout des civils —, ainsi que 160 Israéliens — surtout des militaires,. Un million de Libanais ont dû fuir leurs foyers. Cette intervention est considérée comme un échec en Israël, le Hezbollah ayant tenu tête à Tsahal, qui se retire du territoire libanais. La résolution 1701 du Conseil de sécurité des Nations unies, adoptée en août 2006, enjoint les deux parties, le Hezbollah et Israël, à mettre fin aux hostilités et considère que seuls peuvent se déployer au sud du Liban l'armée libanaise et les Casques bleus envoyés sur place. Le Hezbollah, cependant, accroît sa capacité militaire : il acquiert des milliers de roquettes et creuse des tunnels à proximité de la frontière israélienne.
À partir du 8 octobre 2023, le Hezbollah et Israël se livrent à des affrontements frontaliers qui s'inscrivent dans le contexte de la guerre de Gaza. Dès le 23 septembre 2024, l'aviation israélienne mène une campagne de bombardements massifs dans plusieurs régions du Liban au cours de laquelle plus de 1600 Libanais sont tués, les civils payant un prix très élevé au cours de ce conflit. 1,3 million de personnes sont déplacées au Liban. Le 30 septembre 2024 Israël informe les États-Unis de son intention de mener une offensive terrestre au Liban.

## Déroulement

### Combats entre armée israélienne et Hezbollah
Les premières incursions terrestres commencent le 30 septembre 2024 vers 20H00 (UTC+01:00). Le même jour, Israël déclare que trois localités sur sa frontière nord, Misgav Am (en) et Kfar-Guiladi sont désormais « zone militaire fermée ».
L'armée israélienne ordonne aux habitants de 25 villages du Sud-Liban d'évacuer les lieux. Des tirs de l'artillerie israélienne ont été rapportés près des villages frontaliers, notamment à Wazzani (en), Khiam, Aalma ech Chaab, et Naqoura.
Le 2 octobre 2024, huit soldats israéliens sont tués, lors d'embuscades tendues par des militants du Hezbollah dans le sud du Liban ; 47 soldats ont été blessés. Trois chars israéliens sont détruits, selon la milice libanaise.
Le 7 octobre, l’armée israélienne a décrété toute la côte libanaise depuis la frontière israélienne jusqu’à Saïda, à 60 kilomètres plus au nord, zone interdite. The Guardian indique que, malgré l'annonce d'opérations « limitées », « trois divisions de l'armée israélienne sont désormais impliquées dans les combats ». Le 8 octobre, l'offensive terrestre s'élargit, une quatrième division israélienne est déployée sur le territoire libanais.
Les troupes israéliennes au sol font exploser des mosquées dans les villages de Yaroun, de Aabbassiyeh (en), de Dhayra - après avoir détruit l'église de Derdghaya dans une frappe aérienne (en).
Un combattant du Hezbollah capturé par l'armée israélienne aurait été exécuté au cours de son interrogatoire.
Alors que l'objectif affiché d'Israël est de viser l'infrastructure militaire du Hezbollah, son armée met en danger des milliers de civils dans le sud du Liban, selon V. Newby, de l'Institute of Security and Global Affairs de l'Université de Leyde, et Ch. Ruffa professeure de science politique au CERI.
Le 25 octobre, 5 militaires israéliens sont tués.
Les incursions israéliennes n'ont pas été suivies de l'occupation des villages pris, sans stationnement permanent de soldats ni constructions de bases.

### Destructions généralisées
Les troupes au sol de l'armée israélienne placent des explosifs dans des bâtiments puis déclenchent à distance l'explosion ; dans 5 villages au Liban, ce sont des quartiers entiers qui ont été réduits en ruines ; il s'agit de Blida, Kfar Kila, Ramyah et Aïta ach-Chab. Un village, Mhaibib, a été détruit presque en totalité le 16 octobre 2024, l'armée israélienne ayant fait exploser simultanément des tonnes d'explosifs qu'elle avait disposés en divers endroits. Les images satellites montrent, à la date du 3 novembre 2024, 30 villes et villages traditionnels situés à la frontière sud du Liban « endommagés depuis le début du mois d'octobre 2024, la plupart d'entre eux de manière importante ». Dans au moins 12 d'entre eux, l'armée israélienne a fait exploser des rangées entières de maisons. Les villages faisant l'objet de ce type d'opérations avaient été désertés de leurs habitants à la suite de bombardements et d'ordres d'évacuation.
Entre le 1er et le 30 octobre 2024, sur la frontière sud du Liban, au moins 1 085 bâtiments ont été « rasés ou gravement endommagés depuis l'invasion du 1er octobre », dont 200 au moyen d'explosifs, selon le New York Times qui se fonde sur l'analyse d'images satellite et de vidéos. La bande frontalière de 3 km, visée par ce type de démolitions, comprend des villages sunnites, chiites, chrétiens et druzes; Israël cible principalement les villages chiites.
Israël allègue l'existence de tunnels du Hezbollah sous des bâtiments civils dans plusieurs villages. Des juristes spécialistes considèrent que la destruction générale d'un quartier ou d'un village n'est pas conforme au droit international. Tom Dannenbaum, professeur associé de droit international à l’université Tufts, souligne le fait que si des structures civiles, comme des maisons, converties en structures militaires, peuvent être attaquées, en revanche, « il n’est pas permis de cibler une zone entière dans laquelle se trouvent à la fois des objectifs militaires et des biens civils ». De même, selon l'analyse de Alonso Gurmendi Dunkelberg, expert en droit international à la London School of Economics, l'existence d'infrastructures militaires du Hezbollah dans une zone civile ne suffit pas à justifier la destruction de pans entier d'un village ; une telle opération ne respecte pas le principe de proportionnalité. Prenant des exemples dans l'histoire récente, ce juriste rappelle que « de nombreux autres pays, y compris les alliés d’Israël, ont été confrontés à des opérations de contre-insurrection, comme les États-Unis en Irak et en Afghanistan, et ils n’ont pas fait exploser des villes entières ».
Des vidéos montrent des soldats israéliens faire un compte à rebours puis applaudir l'explosion d'une grande partie de Ramyah qu'ils venaient de provoquer ; des images similaires montrent des soldats faire des signes V de victoire après l'explosion de Mhaibib ; à Dhayra ils ont déclenché les explosions puis entonné des chants religieux.
Les destructions dans les villes du Sud-Liban occupées par Israël se poursuivent après l'entrée en vigueur du cessez-le-feu.

### Attaques contre l'armée libanaise

#### Rôle de l'armée libanaise
Le gouvernement libanais n'ayant ni donné son accord aux tirs de roquettes du Hezbollah contre le territoire israélien, ni déclaré la guerre, l'armée s'abstient d'intervenir dans les combats. Déployée au sud du Liban, elle a reçu pour mission de soutenir les personnes déplacées fuyant devant l'offensive terrestre israélienne ou cherchant à échapper aux bombardements ; elle doit aussi maintenir la paix civile dans une période où des tensions internes pourraient ressurgir.
D'autres raisons ont été invoquées pour expliquer la réserve à laquelle se tient l'armée Libanaise : elle est largement financée par les États-Unis ; elle est sous-équipée ; sa cohésion suppose le respect de délicats équilibres politiques et confessionnels.

#### Pertes des soldats libanais
Onze soldats libanais ont été tués au total à la date du 26 octobre 2024, depuis le début de l'invasion israélienne le 30 septembre.
Le 3 octobre 2024, l'armée libanaise annonce qu'un de ses soldats a été tué par un tir israélien alors qu'il accomplissait une mission de sauvetage, en coordination avec la Croix-Rouge libanaise — dont 4 secouristes auraient été blessés par ces tirs — ; elle affirme également avoir riposté — pour la première fois depuis un an — et qu'un deuxième soldat libanais, qui se trouvait dans un poste militaire, a été tué. Deux soldats libanais sont tués, le 10 octobre, lors de tirs israéliens sur leur position. Trois soldats sont tués dans une frappe israélienne le 20 octobre et trois autres sont tués le 24 octobre près de Yater. L'un deux, le commandant Farhat, tué dans une frappe sur son véhicule, s'était fait remarquer deux ans plus tôt lorsqu'il s'était opposé à des soldats israéliens qu'il accusait de violer la frontière libanaise. Deux soldats sont tués et deux autres blessés dans une frappe israélienne sur leur position le 17 novembre. Le 18, deux soldats sont tués dans une frappe israélienne sur un poste militaire. Le 19, trois soldats sont tués dans une frappe israélienne. Le 20, un soldat est tué dans une frappe israélienne sur son véhicule.

### Attaques contre la FINUL
La FINUL, forte de 10 000 soldats et dont la présence au Liban date de la première invasion de ce pays en 1978, a pour rôle de rendre compte au Conseil de sécurité de l'ONU des manquements aux résolutions de l'ONU, de protéger les civils — dans la mesure de ses moyens — et de leur assurer une aide humanitaire.
Des positions de la FINUL sont visées par l'armée israélienne le 10 octobre 2024, blessant deux Casques bleus. Deux autres Casques bleus sont blessés, le lendemain, lors d'une nouvelle attaque israélienne. Un 5e Casque bleu est blessé le 12 octobre. Le 13 octobre, des chars israéliens pénètrent de force dans un camp de la FINUL. Le 16 octobre l'armée israélienne tire de nouveau sur la FINUL, détruisant deux caméras. Le 20 octobre, l'armée israélienne démolit avec un bulldozer une tour d'observation d'un camp de la FINUL. Les Casques bleus ne ripostent à aucune de ces attaques. Benyamin Netanyahou demande, en octobre 2024, le retrait de la FINUL. L'ONU annonce cependant que les Casques bleus resteront dans le sud du Liban. Le secrétaire général de l'ONU, António Guterres, indique que les attaques israéliennes contre la FINUL pourraient constituer des crimes de guerre. Le juriste Giacomo Biggio rappelle que les Casques bleus de la FINUL sont considérés du point de vue du droit international comme des civils - n'étant armés que pour maintenir la paix - ; depuis qu'ils ont pris position dans le sud du Liban, ils n'ont jamais attaqué Tsahal ; par conséquent, une attaque contre eux constitue un crime de guerre si elle est intentionnelle.
Un document confidentiel, révélé par le Financial Times le 22 octobre, indique que 15 Casques bleus auraient été blessés par du phosphore blanc utilisé par l'armée israélienne. Le quotidien britannique souligne le fait que l'utilisation du phosphore blanc viole le droit international humanitaire quand elle a lieu dans des zones peuplées.

### Attaques contre des civils libanais
L'armée israélienne viole 6 fois le cessez-le-feu en survolant par drone Tyre et en bombardant Alma al-Shaab le 20 décembre 2024.
Des tirs de drone tuent 5 civils le 10 janvier 2025 à Tayr Debba.
22 libanais sont tués et 124 blessés par l'armée israélienne le 26 janvier 2025 lorsque ces civils retournent chez eux mais que les forces occupantes refusent de quitter l'espace pourtant prévu dans l'accord de cessez-le-feu.

## Analyses

### Comparaison des différentes invasions israéliennes du Liban
The Guardian compare l'offensive terrestre de 2024 et celles de 1978, 1982, et 2006, qui avaient également pour but déclaré d'« apporter la sécurité et le calme dans le nord d'Israël ». Lors de l'intervention militaire de 1978, Israël voulait détruire les infrastructures militaires de l’Organisation de libération de la Palestine qui menait des attaques contre Israël depuis le sud du Liban, et avait déployé 25 000 soldats israéliens dans ce but jusqu'au fleuve Litani. Quatre ans plus tard, le conflit avec l'organisation palestinienne n'étant pas réglé, Israël envahit le Liban en 1982 avec 40 000 soldats et plusieurs centaines de blindés, toujours pour détruire les infrastructures militaires palestiniennes et éliminer les forces palestiniennes. À la suite de cette invasion, l’OLP doit effectivement quitter le Liban ; toutefois, le Hezbollah prend alors le relais des factions armées palestiniennes dans la lutte contre Israël. Après 22 ans d'occupation du sud du Liban (1978-2000), en 2006, Israël entreprend de repousser le Hezbollah hors du sud du Liban dans le but d'assurer la sécurité dans le nord d'Israël ; 2 000 soldats israéliens avaient été alors déployés au sol.

### Raisons des attaques contre la FINUL
Plusieurs analystes estiment qu'Israël cherche à expulser la FINUL du sud du Liban, même si Israël affirme que les tirs de son armée ne sont pas intentionnels et que le Hezbollah profite de la présence de la FINUL pour opérer,.
Selon Le Monde, ces actions sont du même ordre que celles dirigées contre l'UNRWA et le refus de recevoir en Israël António Guterres, secrétaire général des Nations Unies : elles s'inscrivent dans une politique générale hostile à l'ONU.
Selon les politologues V. Newby et Ch. Ruffa, dans The Conversation, l'objectif d'Israël — qui exerce une forte pression en vue d'obtenir le départ de la FINUL — pourrait être une occupation militaire du sud du Liban, comme celle mise en œuvre par l’État hébreu pendant 22 ans, entre 1978 et 2000. L'effectif supérieur à 15 000 soldats israéliens déployés en octobre au Liban n'est pas conforme à l'objectif annoncé d'une incursion « limitée ». Toutefois Israël n'a plus d'alliés au Liban, alors qu'entre 1978 et les années 1980-1990, l’État hébreu disposait sur place d'une milice de supplétifs : l'Armée du Liban sud (ALS).

### Terminologie
L'expression « invasion » n'est pas employée par l'armée israélienne, qui revendique au Liban uniquement des « raids ciblés localisés », des « opérations militaires localisées ». L'attaque est ainsi présentée comme « ponctuelle » et non comme une offensive s'étendant sur la durée, avec une occupation. L'omission du mot « invasion » est analysée dans The Intercept comme une manière de minorer la gravité de l'opération. Dans The Conversation, Hussein Abou Saleh, docteur associé au CERI, juge aussi que la formule de Tsahal, « raids terrestres limités, localisés et ciblés […] contre les cibles et les infrastructures du Hezbollah dans les villages proches de la frontière » est « une formulation euphémisante qui n’est pas sans rappeler l’opération militaire spéciale russe en Ukraine. », car, selon lui, « l'intervention israélienne n’est ni limitée, ni localisée, ni ciblée : au contraire, elle constitue la troisième phase de la guerre de longue haleine entre le pays et le Hezbollah, qui a démarré dès le lendemain du 7 octobre 2023. ».

## Réactions internationales
- ONU : « Plusieurs États et plusieurs organes de l’Organisation des Nations unies ont mis en garde contre l’impact de l'offensive terrestre israélienne sur les civils au Liban et le risque d’une nouvelle instabilité régionale », selon CNN ; ainsi, par exemple, la FINUL déclare, le 1er octobre 2024 que « tout passage au Liban est une violation de la souveraineté et de l’intégrité territoriale libanaises », et que « les actes d’escalade ne mèneront qu’à plus de violence et à plus d’effusions de sang »[80].

### Par régions

#### Europe
- France : La France a déployé un navire militaire « par précaution » en vue d'une éventuelle évacuation, a indiqué l'état-major à l'Agence France-Presse[81]. Par la suite, la France a convoqué l'ambassadeur d’Israël à la suite de tir israélien contre la Finul[82].
- Royaume-Uni : Le Royaume-Uni a annoncé lundi soir avoir affrété un vol commercial pour ses ressortissants qui souhaiteraient quitter le Liban, où l'armée israélienne a intensifié ses bombardements contre le Hezbollah et menace d'une incursion terrestre. Ce vol partira mercredi de l'aéroport international Rafic Hariri de Beyrouth. « La sécurité des citoyens britanniques au Liban est notre priorité absolue », a déclaré le ministre des Affaires étrangères, David Lammy, dans un communiqué de son ministère[81].
- Italie : L'Italie évoque un possible « crime de guerre »[82] au sujet des tirs perpétrés contre la Finul, en plus de la convocation de l'ambassadeur d’Israël[82].

#### Amérique du Nord
- Canada : Le Canada a annoncé lundi 30 septembre, la réservation de 800 sièges sur des vols commerciaux pour faciliter l'évacuation de ses ressortissants du Liban, où l'armée israélienne a lancé une opération terrestre contre le Hezbollah dans le sud. « La situation sécuritaire au Liban devient de plus en plus dangereuse et volatile », a déclaré Mélanie Joly, ministre canadienne des Affaires étrangères, sur X[81].

#### Asie
- Iran : En réponse à l'opération israélienne sur le sol libanais qui inclut bombardements et élimination de chefs du Hezbollah (comme Hassan Nasrallah), après de multiples avertissements, l'armée iranienne tire, depuis son territoire, selon les sources, entre 180 et plus de 200 missiles en direction d'Israël[83], provoquant l'effroi à travers le pays[84]. Plusieurs infrastructures militaires stratégiques de l'État hébreu ont été visées par l'Iran[85]. La réponse israélienne est annoncée par Benyamin Netanyahou lors d'un discours où il affirme que « l'Iran a commis une grave erreur et en paiera le prix »[86].

## Accord pour un cessez-le-feu
L'accord pour un cessez-le-feu entré en application le 27 novembre 2024 prévoit un retrait du Hezbollah au nord du fleuve Litani (à 30 km de la frontière entre Israël et le Liban),. « Les troupes d'invasion israéliennes se retireront de la frontière »,. L'armée libanaise et la FINUL reçoivent la mission d'assurer la paix dans le sud du Liban et de prévenir un réarmement du Hezbollah,. Les éventuelles violations par le Hezbollah sont relayées par un mécanisme de surveillance dirigé par les États-Unis,.
L'armée israélienne doit se retirer du sud du Liban dans un délai de 60 jours ; de même, le Hezbollah.